# Syndactylactis mammillata
Espèce
Syndactylactis mammillata est une espèce de la famille des Cerianthidae.

## Systématique
Le nom valide complet (avec auteur) de ce taxon est Syndactylactis mammillata (Senna, 1907).
L'espèce a été initialement classée dans le genre Dactylactis sous le protonyme Dactylactis mammillata Senna, 1907.
Syndactylactis mammillata a pour synonyme :
- Dactylactis mammillata Senna, 1907

## Publication originale
- Senna, A. 1907. Nuove larve pelagiche di Ceriantidi e di Zoantidi. Monitore Zoologico Italiano, 18:96-102